# Star Screen Award/Beste Hauptdarstellerin (Publikumspreis)
Der Star Screen Award Best Actress (Popular Choice) ist eine Kategorie des indischen Filmpreises Star Screen Award.
Der Star Screen Publikumspreis Beste Hauptdarstellerin wurde erstmals im Jahre 2009 verliehen. Die Gewinnerinnen werden nicht wie in der Kategorie Beste Hauptdarstellerin von einer Jury gewählt, sondern  von den Zuschauern.
Die Gewinner dieses Preises:
| Jahr | Schauspieler     | Film                           | Deutscher Titel                    |
| ---- | ---------------- | ------------------------------ | ---------------------------------- |
| 2009 | Aishwarya Rai    | Jodhaa Akbar                   | Jodhaa Akbar                       |
| 2010 | Kareena Kapoor   | 3 Idiots                       | 3 Idiots                           |
| 2010 | Kareena Kapoor   | Kurbaan                        | —                                  |
| 2011 | Katrina Kaif     | Raajneeti                      | —                                  |
| 2011 | Katrina Kaif     | Tees Maar Khan                 | —                                  |
| 2012 | Deepika Padukone | Aarakshan                      | —                                  |
| 2012 | Deepika Padukone | Desi Boyz                      | —                                  |
| 2013 | Katrina Kaif     | Ek Tha Tiger                   | Mission Liebe – Ek Tha Tiger       |
| 2013 | Katrina Kaif     | Jab Tak Hai Jaan               | Solang ich lebe – Jab Tak Hai Jaan |
| 2014 | Deepika Padukone | Race 2                         | —                                  |
| 2014 | Deepika Padukone | Yeh Jawaani Hai Deewani        | Lass dein Glück nicht ziehen       |
| 2014 | Deepika Padukone | Chennai Express                | Chennai Express                    |
| 2014 | Deepika Padukone | Goliyon Ki Raasleela Ram-Leela | Ram-Leela                          |
| 2015 | Deepika Padukone | Finding Fanny                  | –                                  |
| 2015 | Deepika Padukone | Happy New Year                 | Happy New Year – Herzensdiebe      |
| 2016 | Deepika Padukone | Bajirao Mastani                | –                                  |
| 2016 | Deepika Padukone | Tamasha                        | –                                  |
| 2017 | Aishwarya Rai    | Ae Dil Hai Mushkil             | –                                  |
| 2018 | Shraddha Kapoor  | Half Girlfriend                | –                                  |
| 2019 | Deepika Padukone | Padmaavat                      | –                                  |
| 2020 | Kangana Ranaut   | Manikarnika                    | –                                  |
| 2020 | Kangana Ranaut   | Judgementall Hai Kya           | –                                  |